# Circus Gammelsdorf
Der Circus Gammelsdorf war ein Liveclub mit Kleinkunstbühne in den Räumlichkeiten des ehemaligen Dorfkinos in Gammelsdorf im oberbayrischen Landkreis Freising, der wegen seiner regelmäßigen Konzertveranstaltungen von Mitte der 1970er Jahre bis 1994 überregional bekannt war.

## Geschichte

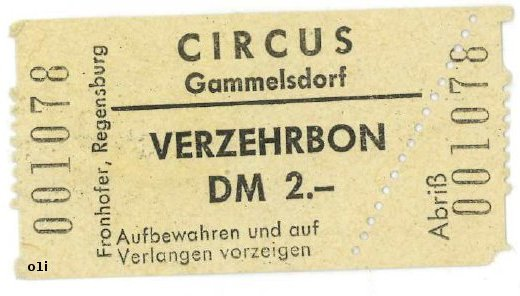
Verzehrbon über 2 DM (1981)

Ursprünglich wurde die Lokalität mit der Adresse Hauptstraße 12 als Tagescafé mit Dorfkino betrieben, angeblich das „weltweit erste Land-Programmkino“.
Mitte der 1970er Jahre wurde das Konzept verändert, worauf der Circus vor allem in der Indie-Szene des Großraum Münchens Bekanntheit erlangte. Hier traten unter anderem Nina Hagen, Konstantin Wecker und Zauberberg auf.
Nachdem sich ein paar Jahre kein Pächter gefunden hatte, wurde der Club 1987 von Alexander Lacher, der 1997 den Szene-Club Atomic Café in München miteröffnete und derzeit die Magazine Spex und Riddim herausgibt, wiedereröffnet. Kurz darauf beteiligte sich auch Herbert Scholz. 1990 übernahm der aus Landshut stammende Musiker und Gastronom Harald Richter das Lokal. Er präsentierte ein kontroverses und in Teilen umstrittenes Musikprogramm mit Fokus auf extreme Death-/Black-Metal- und Psychobilly-Bands und ein ebenso gemischtes Filmprogramm. So enthielt das Kinoprogramm neben Mainstream-Streifen auch indizierte Horrorfilme und andere Seltsamkeiten. Haus-DJ war die letzten sieben Jahre DJ Tomahawk.
Nach der Wiedereröffnung 1987 gaben im Circus beispielsweise die damals noch jungen Bands My Bloody Valentine und Nirvana (1989 noch als Vorband von Tad), sowie Beasts of Bourbon, The Flaming Lips, Gorgoroth, The Swans, Sonic Youth, The Meteors, Psychic TV, Big Black, The Young Gods, Paradise Lost, Type O Negative, The Dickies und andere namhafte Bands und Künstler wie Willy Michl Konzerte. Auch Live-Aufnahmen bekannter Bands entstanden im Circus, zum Beispiel 1981 die Seiten 3 und 4 des Doppelalbums Negamusi von Sparifankal, 1989 das Live-Album LIVE von Saint Vitus oder 1991 die LP Mod Is Dead von Television Personalities.
Besonders in den letzten Jahren unter der Führung von Harald Richter erlebte der Circus seinen Höhepunkt. Während Einheimische so gut wie gar nicht zu den Gästen zählten, reisten neben dem bayerischen Szene-Publikum je nach Bekanntheit der Interpreten zeitweise Gäste aus ganz Deutschland oder sogar aus dem benachbarten Ausland an, weshalb der Club in der Gemeinde nicht allzu gern gesehen war und sogar geschlossen werden sollte. Viele der heute bekannten Münchener Club-Betreiber zählten zu den Stammgästen.
Am 14. Mai 1994, einem gut besuchten Samstagabend, fiel das Lokal einer Brandstiftung zum Opfer. Der Täter wurde nie ermittelt. Die Hausbesitzerin Dorothea Schmid reichte bei der Gemeinde einen Antrag auf Neuerrichtung ein, der allerdings aufgrund der Einwände der Anwohner abgelehnt wurde.
Regelmäßiger Besucher des Musikclubs war Ende der 1980er Jahre der Musikjournalist Markus Kavka.

## Nachwirkungen

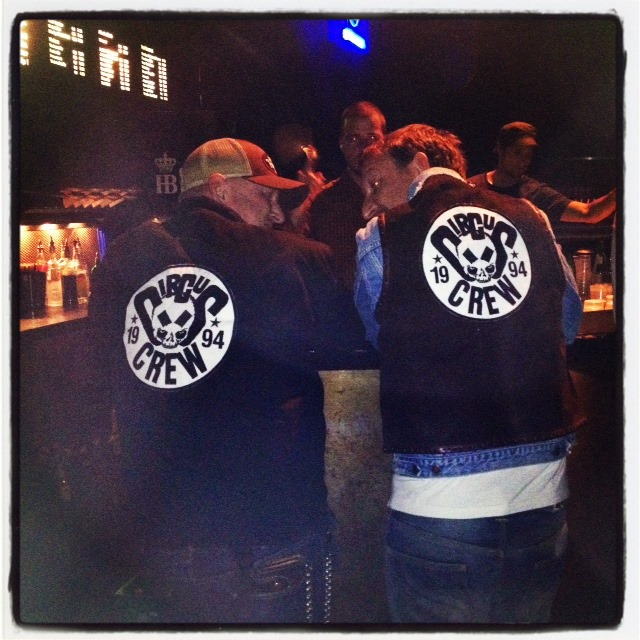
Mitglieder der Circus Crew 1994 im Muffatwerk, November 2013;
rechts im Bild Harald Peter Richter, der letzte Betreiber des damaligen Lokals

Das Konzept des Clubs inspirierte auch Jürgen Franke und Frank Bergmeyer, die im März 1990 in einer ehemaligen Münchener Wirtschaft mit Saalanbau das Substanz eröffneten. Am 16. Oktober 2004 gab es im Djungle in Abensberg eine „Gammelsdorf Revival“-Party. Noch heute existiert die sogenannte Circus Crew 1994. Primäres Aufnahmekriterium der Gruppe ist, dass man seinerzeit zur Crew gehörte oder als Gast im Circus Gammelsdorf war.